# Homopus signatus
Homopus signatus är en sköldpaddsart som beskrevs av  den tyske naturforskaren Johann Friedrich Gmelin 1799. Homopus signatus ingår i släktet Homopus och familjen landsköldpaddor. IUCN kategoriserar arten globalt som nära hotad.
Arten förekommer endemisk i Sydafrika.

## Underarter
Arten delas in i följande underarter:
- H. s. signatus
- H. s. cafer